# الکساندرو براتان
الکساندرو براتان (رومانیایی: Alexandru Bratan؛ زادهٔ ۲۳ اوت ۱۹۷۷) وزنه‌بردار اهل مولداوی بود.
وی در مسابقات کشوری و بین‌المللی در مجموع برندهٔ ۱ مدال نقره، ۲ مدال برنز شده‌است.